# Skaner pierścieniowy
Skaner pierścieniowy (ang. ring scanner) – urządzenie przeznaczone do odczytu kodów kreskowych mocowane na palcu lub palcach ręki. Skanery pierścieniowe są zazwyczaj sparowane z terminalami naręcznymi lub komputerami zamontowanymi w pojeździe.

## Zasada działania
Skaner pierścieniowy najczęściej wykorzystuje technologię Bluetooth do komunikacji z komputerem i w celu transferu danych. Obsługa urządzenia przeważnie nie wymaga użycia rąk. Proces skanowania rozpoczyna się automatycznie po zbliżeniu skanera na odpowiednią odległość do etykiety z kodem kreskowym. Urządzenie może obsługiwać różnego typu kody kreskowe 1D i 2D.

## Zastosowanie
Kompaktowe skanery pierścieniowe są wystarczająco wytrzymałe, aby można je było używać w trudnych warunkach. Charakteryzują się ergonomiczną, lekką, wytrzymałą konstrukcją oraz wydajnym działaniem.
Znajdują zastosowanie wszędzie tam, gdzie konieczne jest szybkie i elastyczne skanowanie produktów: w magazynach, dokach przeładunkowych, w centrach logistycznych, a także na linii montażowych i w handlu detalicznym.